# جیم توم
جیم توم (انگلیسی: Jim Thome؛ زادهٔ ۲۷ اوت ۱۹۷۰) بازیکن بیس‌بال اهل ایالات متحده آمریکا است.